# Карабаш (Татарстан)
Карабаш (тат. Карабаш) — посёлок городского типа в Бугульминском районе Республики Татарстан России. Административный центр городского поселения посёлок городского типа Карабаш.
В переводе с татарского название означает «чёрная голова».

## География
Входит в Альметьевско-Бугульминскую агломерацию. Расположен в 27 км к северо-западу от Бугульмы, в 18 км к северо-востоку от Лениногорска, в 29 км к юго-востоку от Альметьевска.
Рядом с посёлком река Степной Зай принимает правые притоки Зай (Бугульминский Зай) и Кудаш, а также левый приток Зай-Каратай. На реке Зай выше посёлка (восточнее) сооружено Карабашское водохранилище.
Рядом с посёлком расположен памятник природы регионального значения — «Карабашская гора» (выделен в 1959 году). В августе 1964 года во время визита в ТАССР Карабашскую гору посетил Н. С. Хрущёв.

## История
Известно с 1748 года.
В период кантонной системы управления в Башкортостане относилось ко 2-й юрте X (1798—1803 годы), XI (1803—1847 годы), XII (1847—1854 годы) башкирских кантонов.
В 1834 году в Старом Карабаше проживали 185 душ тептярей и 63 башкира мужского пола. В 1856 году в Старом Карабаше учтены 954 жителя (469 тептярей, 401 государственных крестьян из татар, 84 башкир), а в Новом Карабаше — 712 человек (366 тептярей, 305 государственных крестьян из татар, 48 башкир). До 1860-х гг. жители в сословном отношении делились на государственных крестьян из ясашных татар, башкир-вотчинников и тептярей.. Башкиры села являлись представителями рода юрми.
Основные занятия жителей в этот период — земледелие и скотоводство, были распространены овощеводство, коневодство, охота, рыболовство, тележный, санный и отхожий промыслы. После строительства Оренбургского тракта появились постоялые дворы, ямщики. По сведениям 19 в., в К. функционировала первая деревянная соборная мечеть, в 1904 г. сгорела, в 1907 г. на её месте было построено новое кирпичное здание. В 1908 г. было получено согласие Самарского губернского правления об учреждении здесь второго прихода и строительстве второй соборной мечети (возведена в 1909 г., не сохранилась). Одна из мечетей была построена на средства семьи Биккуловых. В советские годы в зданиях мечетей располагались клубы.
В начале 20 века в посёлке располагалась почтовая станция, функционировали 2 мечети, 2 водяные мельницы. В этот период земельный надел сельской общины составлял 7080 десятин
До 1920 года населённый пункт входил в Каратаевскую волость Бугульминского уезда Самарской губернии. С 1920 года — в составе Бугульминского кантона ТАССР. С 10.8.1930 — в Альметьевском, с 10.2.1935 — в Ново-Письмянском, с 18.8.1955 — в Лениногорском, с 12.10.1959 — в Бугульминском районах. Статус посёлка городского типа с 1957 года.
В 1920 году в Карабаш из Зай-Каратая перевели волостное управление, деревня стала волостным центром. В 1921 году деревня почти полностью выгорела, и волисполком перевели в с. Абдрахманово. В 1930 году в Карабаше организован колхоз «Узяк», впоследствии несколько раз реорганизовывался и переименовывался.
В 1950 году здесь начинают размещать предприятия нефтяной и строительной отрасли: СУ № 2 и № 3 объединения «Краснодарнефтестрой» (в дальнейшем были переданы в состав «Татнефти»), СУ № 18 трес та «Центроспецстрой», нефтепромысел № 2 треста «Бугульманефть» (впоследствии «Лениногорскнефть»). В 1962 году газосборный комплекс, Миннибаевский и Шугуровский заводы объединены в трест «Татнефтегаз» ПО «Татнефть». На р. Зай выше посёлка (восточнее) в 1957 году сооружено Карабашское водохранилище.
В окрестностях населённого пункта выявлены многочисленные археологические памятники, относящиеся к Срубной культуре: Карабашское местонахождение, Карабашские стоянки I, II и III. В 2 км к северо-востоку от посёлка, вблизи Карабашского водохранилища, выявлена Карабашская курганная группа, состоящая из двух курганов диаметром 8 м. Около них прослеживаются остатки третьего распаханного кургана (ныне все курганы распахиваются и почти уничтожены).
На двух из восьми Карабашских кладбищ были обнаружены каменные надгробия, датируемые 17—19 вв.

## Население по некоторым переписям
| 1859 | 1897 | 1910 | 1920 | 1926 | 1989 | 2002 | 2010 | 2015                                     |
| ---- | ---- | ---- | ---- | ---- | ---- | ---- | ---- | ---------------------------------------- |
| 1317 | 1817 | 2326 | 2957 | 2083 | 4300 | 5139 | 5005 | 5024 (татары — 80,1 %, русские — 14,1 %) |

## Население
| 1959  | 1970  | 1979  | 1989  | 2002  | 2006  | 2007  |
| ----- | ----- | ----- | ----- | ----- | ----- | ----- |
| 7287  | ↘6470 | ↘4492 | ↘4272 | ↗5139 | ↘4917 | ↘4859 |
| 2009  | 2010  | 2011  | 2012  | 2013  | 2014  | 2015  |
| ↘4848 | ↗5005 | →5005 | ↘4988 | ↗4993 | ↘4990 | ↘4955 |
| 2016  | 2017  | 2018  | 2019  | 2020  | 2021  |       |
| ↘4905 | →4905 | ↘4895 | ↘4835 | ↘4776 | ↘4704 |       |

## Известные уроженцы
- М. Ю. Абросимова (р. 1962) — педиатр, доктор медицинских наук.
- А. З. Нафиков (р. 1950) — нефтяник, лауреат Государственной премии РТ, заслуженный геолог РТ и РФ.
- Г. Ж. Фахрутдинова (р. 1960) — доктор педагогических наук, профессор.
- Ф. Н. Шакуров (р. 1962) — историк, кандидат исторических наук, доцент Казанского федерального университета.

## Социальная инфраструктура
В настоящее время в Карабаше действуют 3 детских сада, культурный центр, врачебная амбулатория, фельдшерско-акушерский пункт, спортивно-оздоровительный комплекс «Нефтьче», Ледовый дворец; церковь Александра Невского, первая соборная мечеть (1907 г.; возобновила работу в 1997 г.), мечеть «Галимэ» (с 2014 г., построена на средства Р.Сафина). При культурном центре в 1993 г. создан театральный коллектив «Народный театр»(с 2004 г. — народный; основатель — Р. М. Гумерова, руководитель — Г. А. Галиева). В посёлке установлены памятник жертвам Гражданской войны (1970 г.), мемориал погибшим в Великой Отечественной войне 1941—1945 гг. (1997 г.), памятник В. И. Ленину, памятник Г.Тукаю (2006 г.), памятник А.Мухаметзянову (2007 г.), стела карабашцам-джалильцам (2007 г.). В 1997 г. открыт сквер Победы. В посёлке имеется обустроенный родник.

## Экономика
- НГДУ «Лениногорскнефть».
- ООО «ТМС-Групп».
- ООО «Управляющая компания „Система-Сервис“».
- ООО «Татинтек».
- Карабашская ГЭС.

## Транспорт
По западной окраине посёлка проходит федеральная автодорога Р-239 Казань — Оренбург — граница с Республикой Казахстан, к северу от посёлка её пересекает региональная автодорога Лениногорск — Карабаш — Актюбинский.